# Chrysiptera glauca
Chrysiptera glauca là một loài cá biển thuộc chi Chrysiptera trong họ Cá thia. Loài này được mô tả lần đầu tiên vào năm 1830.

## Từ nguyên
Từ định danh được Latinh hóa từ γλαυκός (glaukós) trong tiếng Hy Lạp cổ đại với nghĩa là "xanh lam xám", hàm ý đề cập đến màu sắc cơ thể đặc trưng của loài cá này.

## Phạm vi phân bố và môi trường sống
C. glauca có phạm vi phân bố rộng khắp khu vực Ấn Độ Dương - Thái Bình Dương. Từ bờ biển Đông Phi, phạm vi của loài này trải dài về phía đông đến quần đảo Line và quần đảo Pitcairn, ngược lên phía bắc đến vùng biển phía nam Nhật Bản, giới hạn phía nam đến Úc, bao gồm rạn san hô Great Barrier.
Ở Việt Nam, C. glauca được ghi nhận từ bắc vào nam, như tại rừng ngập mặn Cần Giờ, bao gồm cả quần đảo Hoàng Sa và quần đảo Trường Sa.
C. glauca sống ở vùng gian triều của đới mặt bằng rạn viền bờ, trên nền đá vụn và các bãi cát, độ sâu đến ít nhất là 3 m.

## Mô tả
Chiều dài lớn nhất được ghi nhận ở C. glauca là 11,5 cm. C. glauca có màu lam xám, trở nên nhạt hơn ở vùng bụng và ngực. Cá con có màu xanh lam nhạt với một sọc xanh óng ngay trên mắt.
Số gai ở vây lưng: 13; Số tia vây ở vây lưng: 12–13; Số gai ở vây hậu môn: 2; Số tia vây ở vây hậu môn: 12–13; Số tia vây ở vây ngực: 17–18; Số gai ở vây bụng: 1; Số tia vây ở vây bụng: 5; Số lược mang: 21–24; Số vảy đường bên: 17–19.

## Sinh thái học
Thức ăn của C. glauca chủ yếu là tảo. Chúng sống thành từng nhóm nhỏ. Cá đực có tập tính bảo vệ và chăm sóc trứng; trứng có độ dính và bám chặt vào nền tổ.